# Баргальи

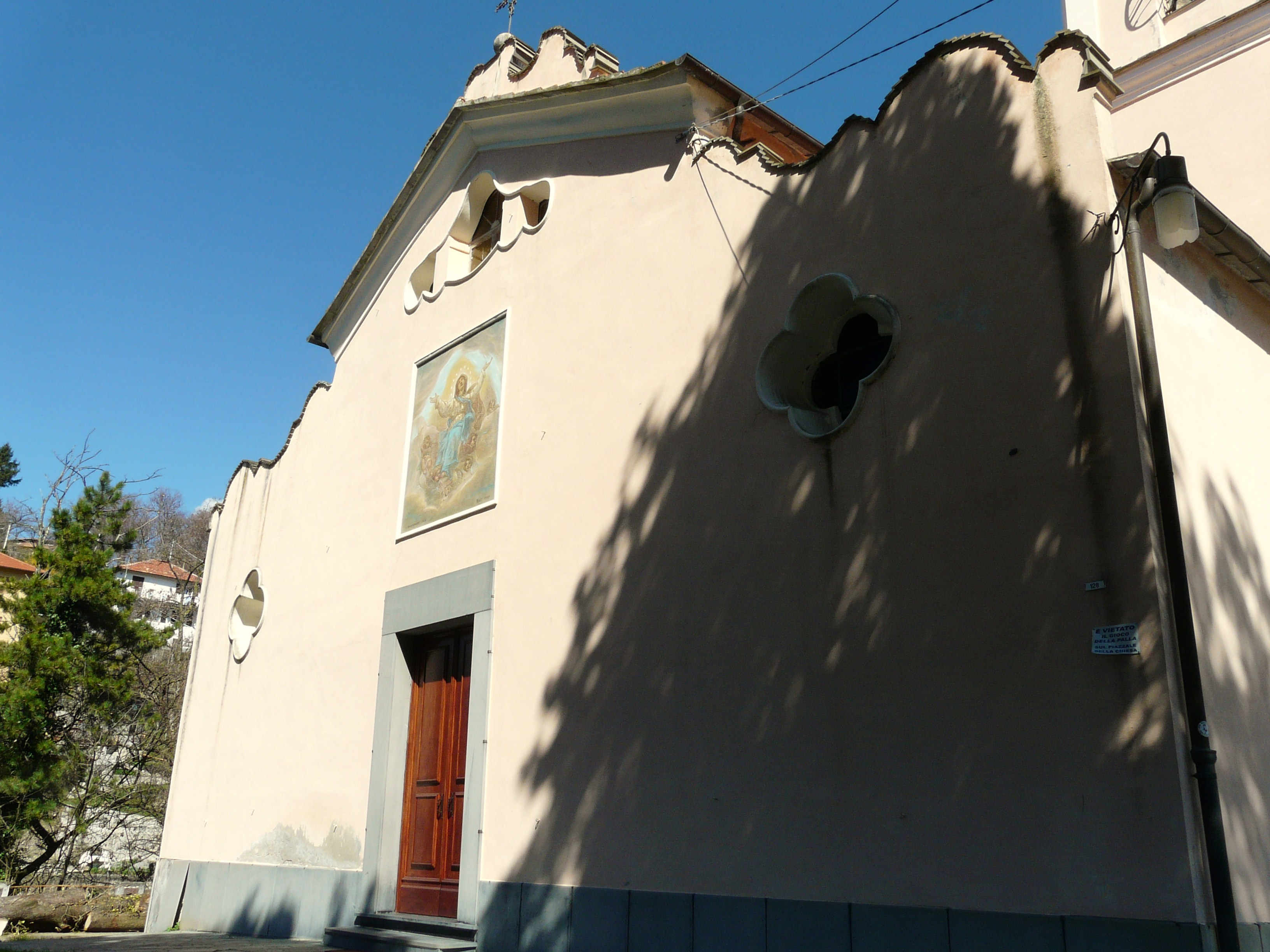
Храм Успения Пресвятой Богородицы

Барга́льи (итал. Bargagli, лиг. Bargaggi) — коммуна в Италии, располагается в регионе Лигурия, в провинции Генуя.
Население составляет 2760 человек (2008 г.), плотность населения составляет 169 чел./км². Занимает площадь 16 км². Почтовый индекс — 16021. Телефонный код — 010.
В коммуне 15 августа особо празднуется Успение Пресвятой Богородицы.

## Демография
Динамика населения:

## Администрация коммуны
- Официальный сайт: